# European Quidditch Cup
Der European Quadball Cup (EQC) ist ein internationaler Quadball-Wettbewerb und die höchste Spielklasse für Hochschul- und Vereinsmannschaften in Europa. Er wird jährlich unter dem Dach des European Standing Committee der International Quadball Association (IQA), dem globalen Dachverband des Quadball-Sports, ausgetragen. Erstmals fand das Turnier im Jahr 2012 im französischen Lesparre-Médoc statt, als die allmähliche Verbreitung des Sports in Europa begann. Seither hat sich der EQC zu einem der größten und bedeutendsten Quidditch-Wettbewerbe der Welt entwickelt.
Seit der Saison 2018/2019 wird der European Quidditch Cup in zwei Spielklassen ausgetragen, ähnlich den europäischen Wettbewerben in Vereinsfußball. Die Division 1 des EQC 2022 fand vom 4. bis 5. Mai 2022 im irischen Limerick statt, die Division 2 wurde am 23. und 24. April 2022 in Brescia ausgespielt. Amtierender Titelträger sind die Werewolves of London, in der Division 2 siegten die Dementores A Coruña.

## Geschichte

### European Regional Championship (2012–2014)
Erstmals wurde im Jahr 2007 ein internationales Quidditch-Turnier für Vereins- und Hochschulmannschaften ausgetragen. Bis 2014 wurde es jährlich unter dem Namen IQA World Cup durch die damalige International Quidditch Association ausgerichtet. Das Teilnehmerfeld war aus geografischen Gründen jedoch stark auf Teams aus den USA und Kanada konzentriert. Mit der Ausbreitung des Sports in Europa stieg auch das Interesse europäischer Mannschaften an einer Teilnahme am IQA World Cup. 2012 wurden erstmals regionale Meisterschaften eingeführt, welche als Qualifikationsturniere für den internationalen Wettbewerb im Folgejahr dienten. Als ein solches regionales Qualifikationsturnier wurde am 13. Oktober 2012 die erste European Regional Championship im französischen Lesparre-Médoc ausgetragen. Nach der Erstausgabe der Quidditch-Weltmeisterschaft in Oxford 2012 war es erst das zweite internationale Quidditch-Turnier außerhalb der USA.
Gastgeber der ersten European Regional Championship war der französische Nationalverband Fédération Quidditch français (FQF). Neben dem lokalen Team Anthéna Lesparre und dem späteren Turniersieger Paris Phénix nahmen vier weitere Mannschaften aus Frankreich und Italien an der Erstausgabe des Turniers teil. Der Modus umfasste eine Round Robin mit zwei Gruppen à drei Teams sowie eine anschließende K.o.-Phase, in der die Teams entsprechend ihrer Leistung in der Vorrunde zugeteilt wurden.
Mit der zweiten Auflage der European Quidditch Championship, die am 1. und 2. Februar 2014 in Brüssel stattfand, erweiterte sich das Teilnehmerfeld um Mannschaften aus Spanien, dem Vereinigten Königreich und Norwegen. Von den zwölf teilnehmenden Mannschaften qualifizierten sich die besten sechs für den IQA World Cup 2014.

### European Quidditch Cup (seit 2015)
Aufgrund der starken Zentralisierung und Konzentration des vormals internationalen Quidditchverbandes IQA auf die USA, erfolgte im Jahr 2014 eine Strukturreform im internationalen Quidditch-Sport: Die 2005 gegründete IQA wurde zu einem nationalen US-amerikanischen Dachverband umgestaltet und in US Quidditch umbenannt. Zugleich wurde mit der neuen International Quidditch Association ein Weltverband geschaffen. Zuständig für die Organisation des Quidditch-Europapokals ist seitdem das European Standing Committee (die Eigenbezeichnung lautet Quidditch Europe), welches Teil der neugegründeten IQA ist.
Mit der Bildung des European Standing Committee wurde die Umgestaltung der European Regional Championship zu einem eigenständigen europäischen Quidditch-Wettbewerb eingeleitet. Das erste Europapokal-Turnier, das unter dem Namen European Quidditch Cup stattfand, wurde 2015 in Oxford ausgetragen, wo drei Jahre zuvor bereits die erste Quidditch-Weltmeisterschaft stattgefunden hatte. Die Teilnehmerzahl wuchs auf 32 Teams, die sich erstmals durch nationale Turniere für den europäischen Wettbewerb qualifizieren mussten. Erstmals nahmen auch deutsche Mannschaften am Wettbewerb teil. Nachdem 2016 die Teilnehmerzahl zwischenzeitlich auf 40 angehoben wurde, liegt sie seit 2017 wieder bei 32 Teams.

### Teilung in zwei Divisionen
Mit der Ausbreitung des Quidditch-Sports in Europa und der Steigerung des Kompetitivitätslevels in den Top-Ligen der größten europäischen Nationalverbände wuchs auch der Leistungsunterschied zwischen den Teams verschiedener Nationen. Auch kleinen Nationalverbänden wie der Slowakei, Tschechien und Schweden wurde mindestens ein Startplatz im European Quidditch Cup garantiert, zudem wurde beim EQC 2018 eine Obergrenze von vier teilnehmenden Teams pro Land angewandt. So wurde im Vorfeld des Turniers der Ruf nach einer Umverteilung der EQC-Startplätze laut. Vertreter des britischen Nationalverbandes Quidditch UK forderten mehr Startplätze für ihre Teams auf Kosten der weniger starken Nationalverbände, um die Qualität des europäischen Wettbewerbs zu maximieren. Die Kritiker dieser Forderung befürchteten andererseits negative Folgen für das Wachstum des Sports in der Breite sowie eine Dominanz britischer Teams im Europapokal.
Im Dezember 2017 legte das European Standing Committee erstmals einen Entwurf für die Aufteilung des europäischen Wettbewerbs in zwei Divisionen vor. Danach werden ab 2019 jährlich zwei separate Turniere mit unterschiedlichen Leistungsniveaus ausgetragen. Während Division 1 ausschließlich hochklassigen und hochkompetitiven Teams vorbehalten ist, dient Division 2 vorrangig der Entwicklung und dem Wachstum des Sports in Europa. Nach der Erstaustragung mit 16 Teams im Jahr 2019 sollte die Teilnehmerzahl in Division 2 2020 ebenfalls auf 32 aufgestockt werden.
Geplant ist zudem ein Relegationssystem, welches das Hinzugewinnen von Startplätzen in Division 1 durch gute Leistungen in Division 2 ermöglicht. Die Obergrenze für die Anzahl der pro Nationalverband zugelassenen Teams soll auf insgesamt zwölf erhöht werden. Dabei werden die Startplätze in Division 1 auf Grundlage der erbrachten Leistungen bei den Turnieren der Vorjahre verteilt, die Startplätze in Division 2 hingegen auf Grundlage der Größe der Nationalverbände.
Der EQC 2020 sollte im belgischen Gent (Division 1) und im italienischen Brescia (Division 2) ausgetragen werden, wurde jedoch ebenso wie der Wettbewerb 2021 wegen der COVID-19-Pandemie abgesagt. Die Division 2 des Wettbewerbs 2022 fand schließlich in Brescia mit 24 Mannschaften statt, die Division 1 in Limerick mit 32 Teams.
2022 fand die Division 1 Limerick und die Division 2 in Brescia statt. 2023 waren Heidelberg für die Division 1 und Golbey für die Division 2 Austragungsort. 2024 und 2025 fanden beide Divisions in Salou statt.

## Vergabe
Die Vergabe erfolgt durch Quidditch Europe, das European Standing Committee der International Quidditch Association, nach einer europaweiten Ausschreibung. Bewerber können nationale Dachverbände, einzelne Vereine, Organisationen oder auch lokale Regierungen bzw. Kommunen sein. Für die Bewerbung sind umfangreiche Unterlagen einzureichen, die unter anderem Informationen über die zur Verfügung gestellten Sportstätten und Unterbringungsmöglichkeiten enthalten. Zudem finden Vor-Ort-Besuche durch Vertreter des European Standing Committees statt. Im Jahr 2019 wird der European Quidditch Cup erstmals in zwei Turniere (Divisionen) unterteilt, die damit auch an unterschiedlichen Austragungsorten stattfinden werden.

## Qualifikation
Die erfolgreiche Qualifikation über nationale Ligen, Meisterschaften oder gesonderte Qualifikationsturniere ist in der Regel die Voraussetzung für die Teilnahme am European Quidditch Cup. Es obliegt dabei den nationalen Dachverbänden, Modi und Kriterien einer Qualifikation für den EQC festzulegen. Eine Ausnahme von dieser Regel stellen Teams aus den sogenannten Emerging Areas (dt. „entstehende Regionen“), also aus Ländern ohne einen nationalen Dachverband und ohne regelmäßigen kompetitiven Spielbetrieb, dar. Diesen werden Startplätze durch das European Standing Committee zugewiesen. Für den European Quidditch Cup 2019 waren auf diese Weise 3 Startplätze in der Division 2 für solche Emerging Areas vorgesehen.
Die Aufteilung der Startplätze für den nächsten European Quidditch Cup auf die einzelnen nationalen Dachverbände erfolgt nach dem jeweils vorherigen Turnier auf der Basis der durch die teilnehmenden Mannschaften erbrachten Leistungen. Zu diesem Zweck erspielen die Mannschaften durch ihre Platzierung im finalen Turnierranking sogenannte Performance-Punkte. Durch die Addition der Performance-Punkte aller Mannschaften aus einem Nationalverband lässt sich die Zahl der Startplätze dieses Nationalverbandes im darauffolgenden Turnier ermitteln.

### Deutschland
Als nationaler Dachverband ist der 2015 gegründete Deutsche Quidditchbund (DQB) für die Gestaltung der Qualifikation zum European Quidditch Cup zuständig. So fand 2015 auch erstmals ein nationales Qualifikationsturnier in Deutschland statt. Mit dem Wachstum der deutschen Quidditch-Community und dem Wandel im europäischen Quidditch-Sport hat sich seither auch der Modus der deutschen EQC-Qualifikation ständig verändert.

#### Deutsche Qualifikation
| Jahr | Qualifikationsweg                    | Gastgeber | Startplätze | Startplätze |
| Jahr | Qualifikationsweg                    | Gastgeber | Division 1  | Division 2  |
| ---- | ------------------------------------ | --------- | ----------- | ----------- |
| 2015 | EQC-Qualifikation 2015               | Darmstadt | 3           | -           |
| 2016 | Deutsche Meisterschaft 2016          | Darmstadt | 3           | -           |
| 2017 | Deutsche Quidditch-Winterspiele 2017 | München   | 3           | -           |
| 2018 | Deutsche Quidditchspiele 2017        | Bremen    | 4           | -           |
| 2019 | Ligafinale 2018                      | Karlsruhe | 4           | 4           |
| 2022 | Ligafinale 2019                      | München   | 8           | 2           |
| 2023 | Deutsche Meisterschaft 2022          | Bamberg   | 7           | 3           |

#### Bisherige Teilnehmer
| Mannschaft                 | Europapokal-Teilnahmen             | Europapokal-Teilnahmen | Europapokal-Teilnahmen | Europapokal-Teilnahmen |
| Mannschaft                 | Division 1                         | Division 1             | Division 2             | Division 2             |
| -------------------------- | ---------------------------------- | ---------------------- | ---------------------- | ---------------------- |
| Darmstadt Athenas QC       | 2015–2019, 2022 a, 2024, 2025      | 8                      | 2023                   | 1                      |
| Rheinos Bonn               | 2016–2019, 2022, 2023, 2024, 2025  | 8                      |                        | 0                      |
| Three River Dragons Passau | 2015, 2017, 2018, 2022             | 4                      |                        | 0                      |
| Ruhr Phoenix Bochum        | 2016, 2019, 2022, 2023, 2024, 2025 | 6                      |                        | 0                      |
| Münchner Wolpertinger      | 2018, 2019, 2022, 2023, 2024, 2025 | 6                      |                        | 0                      |
| Augsburg Owls              | 2022, 2023, 2024                   | 3                      | 2019, 2025             | 2                      |
| SCC Berlin Bluecaps        | 2022, 2023, 2024, 2025             | 4                      | 2019                   | 1                      |
| Black Forest Bowtruckles   | 2015                               | 1                      | 2025                   | 1                      |
| QC Hamburg Werewolves      | 2022                               | 1                      |                        | 0                      |
| Braunschweiger Broomicorns | 2023, 2024, 2025                   | 3                      |                        | 0                      |
| Heidelberger HellHounds    | 2023, 2024, 2025                   | 3                      |                        | 0                      |
| LSV Looping Lux Leipzig    |                                    | 0                      | 2019, 2022             | 2                      |
| Bielefelder Basilisken     |                                    | 0                      | 2019, 2022, 2025       | 3                      |
| Münster Marauders          | 2025                               | 1                      | 2023, 2024             | 2                      |
| Cologne Cannons            |                                    | 0                      | 2023, 2024             | 2                      |
| Deluminators Dresden       |                                    | 0                      | 2025                   | 1                      |
| Frankfurt Mainticores      |                                    | 0                      | 2025                   | 1                      |

## Division 1
Division 1, die nach der Turnierreform erstmals 2019 unter diesem Namen ausgetragen wurde, ist das aus sportlicher Sicht bedeutendere der beiden Turniere. Die Zahl der Startplätze je Nationalverband richtet sich nach der Leistung der Mannschaften bei den beiden vorangegangenen Turnieren.

### Turniere
Die folgende Tabelle gibt einen Überblick über alle seit 2012 ausgetragenen Europapokal-Turniere in der Division 1.
| Southampton QC Firsts | Nottingham Nightmares |

| METU Unicorns | Nottingham Nightmares |

### Medaillenspiegel
| Platz | Team                  | Gold | Silber | Bronze | Gesamt |
| ----- | --------------------- | ---- | ------ | ------ | ------ |
| 1     | Titans Paris          | 4    | 0      | 0      | 4      |
| 2     | Antwerp QC            | 2    | 2      | 0      | 4      |
| 3     | Werewolves of London  | 1    | 1      | 2      | 4      |
| 4     | Paris Phénix          | 1    | 1      | 0      | 2      |
| 4     | Radcliffe Chimeras    | 1    | 1      | 0      | 2      |
| 6     | METU Unicorns         | 0    | 2      | 2      | 4      |
| 7     | Paris Frog            | 0    | 1      | 0      | 1      |
| 7     | DNA Quidditch Club    | 0    | 1      | 0      | 1      |
| 9     | Nottingham Nightmares | 0    | 0      | 2      | 2      |
| 10    | Milano Meneghins      | 0    | 0      | 1      | 1      |
| 10    | Brussels Qwaffles     | 0    | 0      | 1      | 1      |
| 10    | Southampton QC Firsts | 0    | 0      | 1      | 1      |
| 10    | Ruhr Phoenix          | 0    | 0      | 1      | 1      |
| Total | Total                 | 9    | 9      | 9      | 28     |

## Division 2
Division 2 wurde erstmals im April 2019 mit 16 Teams in Warschau ausgetragen, 2022 wurde das Teilnehmerfeld auf 24 Teams vergrößert. Zukünftig ist die Austragung mit 32 Teams geplant. Die Vergabe der Startplätze je Nationalverband richtet sich nach der jeweiligen Größe des Nationalverbandes, abzüglich der bereits in Division 1 vergebenen Startplätze.

### Turniere
Die folgende Tabelle gibt einen Überblick über alle seit 2019 ausgetragenen Turniere in der Division 2.
| Jahr | Gastgeber |                     | Finale     | Finale                  | Finale             |               | Spiel um Platz drei  | Spiel um Platz drei | Spiel um Platz drei |  | Teams |
| Jahr | Gastgeber | Sieger              | Ergebnis a | 2. Platz                | 3. Platz           | Ergebnis      | 4. Platz             |                     |                     |  | Teams |
| --- | --------- | ------------------- | ---------- | ----------------------- | ------------------ | ------------- | -------------------- | ------------------- | ------------------- |  | ----- |
| 2019 | Warschau  | SCC Berlin Bluecaps | 120*:50    | LSV Looping Lux Leipzig | Vienna Vanguards   | 190°°°:180*°° | Augsburg Owls        | 16                  |                     |  |       |
| 2022 | Brescia   | Dementores A Coruña | 200*:130   | Bielefelder Basilisken  | Southsea Quidditch | 120:90*       | Kraków Dragons       | 24                  |                     |  |       |
| 2023 | Golbey    | Sevilla Warriors QT | 160*:90    | Münster Marauders       | Vienna Vanguards   | 110*:40       | Darmstadt Athenas    | 24                  |                     |  |       |
| 2024 | Salou     | Münster Marauders   | 140*–120   | Barcelona Eagles QT     | Olympiens Q        | 90*–0         | Cologne Cannons      | 24                  |                     |  |       |
| 2025 | Salou     | Hacettepe Pegasus   | 140–110*   | Augsburg Owls           | Bombarda Brixia    | 120*–100      | Werewolves of London | 24                  |                     |  |       |
| Hinweise a Die Punktzahl jener Mannschaft, deren Sucher den Schnatz gefangen hat, wird gemäß der standardisierten Ergebnisnotation mit einem Sternchen markiert. Bei Spielen, die erst in der ersten oder zweiten Verlängerung entschieden werden, markieren Gradzeichen jenes Team, dessen Sucher in der jeweiligen Spielzeit nicht erfolgreich war. |           |                     |            |                         |                    |               |                      |                     |                     |  |       |

### Medaillenspiegel
| Platz | Team                    | Gold | Silber | Bronze | Gesamt |
| ----- | ----------------------- | ---- | ------ | ------ | ------ |
| 1     | Münster Marauders       | 1    | 1      | 0      | 2      |
| 2     | SCC Berlin Bluecaps     | 1    | 0      | 0      | 1      |
| 2     | Dementores A Coruña     | 1    | 0      | 0      | 1      |
| 2     | Sevilla Warriors QT     | 1    | 0      | 0      | 1      |
| 3     | LSV Looping Lux Leipzig | 0    | 1      | 0      | 1      |
| 3     | Bielefelder Basilisken  | 0    | 1      | 0      | 1      |
| 3     | Barcelona Eagles        | 0    | 1      | 0      | 1      |
| 7     | Vienna Vanguards        | 0    | 0      | 2      | 2      |
| 8     | Southsea Quidditch      | 0    | 0      | 1      | 1      |
| 8     | Olympiens Q             | 0    | 0      | 1      | 1      |